# Église Saint-Germain-l'Auxerrois de Châtenay-Malabry
Pour les articles homonymes, voir Église Saint-Germain-l'Auxerrois.
L'église Saint-Germain-l'Auxerrois est une église de culte catholique située dans le centre-ville de Châtenay-Malabry (Hauts-de-Seine).
Dédiée à saint Germain d'Auxerre et dépendant du diocèse de Nanterre, elle fait l’objet d’une inscription au titre des monuments historiques depuis le 19 octobre 1928.

## Historique
Sa construction remonte probablement à la fin du Xe siècle pour les parties les plus anciennes qui se situent à l'extrémité nord-est de l'édifice, à l'arrière du clocher là ou se trouve l'ancienne chapelle. La nef et le clocher ont été bâtis à la fin du XIe siècle et le dernier étage de l'édifice a été construit vers 1120 ou 1130. En 1504, l'église est réaménagée avec la création d'un escalier et d'une nouvelle chapelle. Par la suite, différents aménagement seront réalisés, notamment la reconstruction du chœur et la construction des collatéraux. La dernière restauration de l'église remonte à 1964.

### Découvertes de 1732
En creusant dans le chœur avant 1732, dix à douze tombeaux de plâtre furent découverts, dans chacun desquels il y avait au moins un pot de terre grise à petites bandes rouges, rempli de cendres et de charbon. Il y en avait quelquefois trois ou quatre et quelquefois aussi une petite fiole.
De semblables pots se trouvaient dans d'autres cercueils situés dans l'ancien cimetière de la paroisse, éloigné du village d'environ 560 m. Pierre de Clairambault (1651-1740), généalogiste des Ordres du Roi, en communiqua un exemplaire à la Compagnie de l'Académie, auquel il joignit une plaque de cuivre avec sa boucle, qu'on avait trouvée sur l'os d'un bras qu'elle avait carié et teint du vernis qui se forme sur ce métal. Il conserva les dessins de toutes ces pièces et les plans des lieux où l'on a trouvé ces tombeaux.

### XIXeetXXesiècles
Parmi les personnalités qui fréquentèrent l'église figurent Adèle d'Osmond (1781-1866), comtesse de Boigne ayant sa maison de campagne à proximité de l'église[réf. nécessaire], Sully Prudhomme (1839-1907) qui y fut baptisé[réf. nécessaire], le  philosophe catholique Emmanuel Mounier (1905-1945), fondateur de la revue Esprit, à l'origine du courant personnaliste en France[réf. nécessaire], et Henri-Irénée Marrou (1904-1977) philosophe historien spécialiste du christianisme et du socialisme[réf. nécessaire].

## Architecture
La porte d'entrée au nord possède un fronton orné des figures de saint Germain l'Auxerrois entouré de saint Loup de Troyes et de sainte Geneviève. Elle fut refaite en 1807.
La nef en partie romane est reprise au XIIIe siècle. Le chœur de plan carré est gothique, datant du troisième quart du XIIe siècle, restauré en 1964. Les chapiteaux à crochets sculptés sur colonnes engagées des piles du clocher, au nord du  chœur, sont ornés de personnages et animaux à grosses têtes, dont un des personnages porte un sac de serpents qui lui mordent la poitrine et les personnages qui l'entourent soufflent dans des cors, des quadrupèdes affrontés, oiseaux de même, un avare. Sur le pilier sud de la nef figure un blason peint de Nicolas de Malézieux, seigneur de Châtenay, dont ne subsiste que la litre funéraire. Au XIIe siècle la chapelle sud est ajoutée et la nef surélevée avec l'agrandissement du chœur. La chapelle nord actuelle, à voûtes d'ogives possède une clef de voûte sur laquelle est inscrit la date de sa réalisation en caractères gothiques. Elle fut construite en 1504 ainsi que l'escalier du clocher.
Le clocher des XIe et XIIe siècles est divisé en trois étages auxquels on accède par un escalier à vis en châtaignier. le rez-de-chaussée à voûte d'arête est du XIe siècle. Le deuxième étage est de la même époque, percé d'une baie par face, avec corniche à modillons. Le troisième étage fut construit ente 1120 et 1130, composée de deux baies géminées à colonnes renforcées de contreforts, et chapiteaux sculptés dans le style des clochers romans d'Île-de-France et de Normandie à cette époque. Les modillons sculptés délimitent les deux étages.
Les fonts baptismaux en marbre datent du XVIIe siècle et ont changé plusieurs fois de place.

## Orgue
Un petit orgue du facteur d'orgue Patrick Collon est présent dans l'église depuis 1985. Sa composition est la suivante :
| I. Grand orgue 54 notes                                                          | Pédale 30 notes |
| -------------------------------------------------------------------------------- | --------------- |
| Bourdon 8' Flûte 4' Prestant 4' Doublette 2' Sesquialtera II rgs Cymbale III rgs | Pas de jeux     |

Un tremblant et une tirasse permanente complètent cette composition.

### Organistes
- Véronique Bommier

## Curés
- 1807 : Le Noble, desservant à cette date[5].
- 1842 : Étienne L'Hôtelain, né à Paris en 1803, il fut ordonné en 1832 et nommé prêtre administrateur à église Notre-Dame-des-Victoires en 1834, puis en 1937 à l'église Saint-Germain-l'Auxerrois de Paris, avant d'être nommé à la cure de Châtenay-Malabry le 13 juillet 1842, puis curé de l'église Saint-Gilles de Bourg-la-Reine le 20 mai 1845, dont il prit possession le 5 juin. En janvier 1860, il fut nommé aumônier de l'hôpital Beaujon. et mourut quatre mois après le 14 mai 1860. Il appela en 1858 les sœurs de Saint-Vincent-de-Paul à venir s'installer à Bourg-la-Reine. Il fut le premier habitant de l'actuel presbytère et acheva l'installation et la décoration de la nouvelle église principalement grâce aux legs d'une paroissienne[6].
- 1913 : A. Liégeois, ancien vicaire de l'église Saint-Gilles de Bourg-la-Reine du 7 février 1869 au 2 octobre 1870.

## Personnalités inhumés
- Nicolas de Malézieu (1650-1727), inhumé dans la nef de l'église, ainsi que le cœur de son fils Jacques Louis de Malézieu, mort à 21 ans[7].